# 재베네수엘라 한국인
재베네수엘라 한국인(스페인어: coreanos en Venezuela)은 베네수엘라에 거주하고 있는 한인들이다.

## 역사
1970년대 베네수엘라의 경제적 번영과 함께 한국으로부터의 이민이 증가하였고, 1973년에는 카라카스에 한국 대사관이 개설되었다. 2011년 현재 베네수엘라에 거주하는 한국인은 300명이다.